# Diego Causero

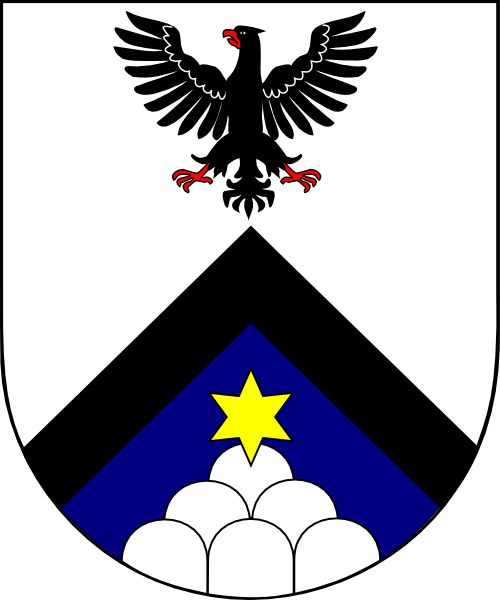
Wappen

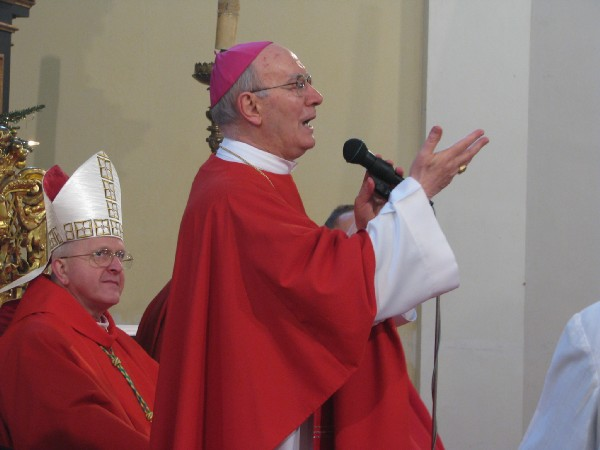
Erzbischof Diego Causero (rechts) und Bischof Jan Baxant (links)

Diego Causero (* 13. Januar 1940 in Moimacco, Friaul-Julisch Venetien, Italien) ist ein römisch-katholischer Erzbischof und emeritierter Diplomat des Heiligen Stuhls.

## Leben
Diego Causero studierte nach seiner theologischen Ausbildung am Erzbischöflichen Priesterseminar des Erzbistums Udine von 1959 bis 1964 Katholische Theologie an der Päpstlichen Universität Gregoriana in Rom. Er empfing am 7. April 1963 die Priesterweihe durch Giuseppe Zaffonato, Erzbischof von Udine. Von 1964 bis 1966 absolvierte er ein Promotionsstudium in Liturgiewissenschaften am Institut für Liturgie des Anselmianum in Rom. Er war zunächst in der Seelsorge tätig und Spiritual am Seminar in Udine. Von 1969 bis 1973 war er für die Päpstliche Akademie tätig. An der Päpstlichen Lateranuniversität in Rom graduierte er in Kanonischem Recht. 1973 trat er in den diplomatischen Dienst des Heiligen Stuhls ein. Am 5. September 1974 verlieh ihm Papst Paul VI. den Ehrentitel Kaplan Seiner Heiligkeit (Monsignore). Causero war unter anderem an den Apostolischen Nuntiaturen für Nigeria (1973–1976), Spanien (1976–1980), Syrien (1980–1984) und Australien (1984–1987) tätig. Von 1988 bis 1991 war er Vertreter des Heiligen Stuhls bei den Vereinten Nationen in Genf. 1991 baute er die Nuntiatur in Tirana, Albanien auf.
Papst Johannes Paul II. ernannte ihn am 15. Dezember 1992 zum Titularbischof von Meta und bestellte ihn zum Apostolischen Nuntius für den Tschad, kurz darauf auch für die Zentralafrikanische Republik und für die Republik Kongo. Die Bischofsweihe spendete ihm am 6. Januar 1993 Papst Johannes Paul II. selbst; Mitkonsekratoren waren die Kurienerzbischöfe Giovanni Battista Re und Justin Francis Rigali. 1995 gab er die Nuntiatur der Republik Kongo an Luigi Pezzuto ab, 1999 die Nuntiatur der Zentralafrikanischen Republik an Joseph Chennoth weiter. Am 31. März 1999 wurde er von Papst Johannes Paul II. zum Apostolischen Nuntius für Syrien bestellt.
Am 24. Februar 2001 ernannte ihn Papst Johannes Paul II. zum Titularerzbischof von Gradum. Am 10. Januar 2004 wurde er zum Nuntius für Tschechien bestellt.
Papst Benedikt XVI. bestellte ihn am 28. Mai 2011 zum Apostolischen Nuntius für die Schweiz und Liechtenstein mit Amtssitz in Bern; er folgte Erzbischof Francesco Canalini im Amt. Seine Amtszeit endete am 5. September 2015 mit der Ernennung Thomas Gullicksons zu seinem Nachfolger.
Erzbischof Causero spricht Italienisch, Französisch, Englisch, Deutsch und Spanisch.